# Moisés y la religión monoteísta
Moisés y la religión monoteísta es una obra de Sigmund Freud, compuesta por tres ensayos escritos entre 1934 y 1938, y publicados por primera vez como libro en Ámsterdam (Países Bajos) en 1939. Es la última publicada en vida por el padre del psicoanálisis, ya que fallece algunos meses después, con 82 años, mientras se encuentra refugiado en Londres huyendo de Viena tras la anexión de Austria por los nazis. En la misma, Freud trata los orígenes del monoteísmo y ofrece sus opiniones y conclusiones acerca de lo que entiende como los verdaderos orígenes y destino de Moisés y su relación con el pueblo judío. 
Es el segundo trabajo que Freud dedica a la figura de Moisés, después de que publicara en forma anónima el artículo El Moisés de Miguel Ángel en la revista por él dirigida, Imago, en su número III de 1914.
Obra audaz e imaginativa, continuadora de los temas explorados en Tótem y tabú, Moisés y la religión monoteísta ha sido profusamente comentada y originadora de grandes polémicas entre los especialistas.

## Historia del texto
Presumiblemente, Freud escribe un primer borrador de este libro en 1934, bajo el título de El hombre Moisés, una novela histórica. Se cree que en 1936 lo somete a revisión. Publica el primero y el segundo de los tres ensayos en 1937 y el tercero en 1938. La publicación de los tres ensayos en un libro único la realiza en Ámsterdam en 1939, siendo rápidamente traducido a otros idiomas.
Freud ha de reflexionar seriamente acerca de la conveniencia de publicar un libro como el suyo, que socaba cimientos, también, de la religión católica. El avance de la barbarie nazi es implacable y Freud no ve prudente el ponerse en malos términos con la religión dominante en los países que podrían servirle de refugio a él y a los judíos en general ante la genocida campaña hitleriana. En su Advertencia preliminar I, escrita en Viena en 1938, Freud se expresa en los siguientes términos:

Vivimos aquí en un país católico, bajo la protección de esa Iglesia, sin saber por cuánto tiempo ha de ampararnos. Pero, mientras perdure, es natural que vacilemos en emprender cosa alguna que provoque la hostilidad de la Iglesia. No es cobardía, sino precaución; el nuevo enemigo, bajo cuya servidumbre no queremos caer, es más peligroso que el antiguo, con el cual ya hemos aprendido a convivir. Es que la investigación psicoanalítica que nosotros cultivamos es ya, de suyo, mirada con desconfianza por el catolicismo. Y no afirmaremos que injustamente. Si nuestro trabajo nos lleva al resultado de que la religión se reduce a una neurosis de la humanidad, y su poder grandioso se esclarece lo mismo que la compulsión neurótica que hallamos en algunos de nuestros pacientes, estamos seguros de atraernos el más fuerte enojo de los poderes que entre nosotros imperan. No es que hayamos dicho algo nuevo, algo que no se formulara con harta claridad ya un cuarto de siglo antes (ver nota). Pero esto se ha olvidado, y no puede dejar de traer sus consecuencias que lo repitamos hoy y lo elucidemos en un ejemplo que es decisivo para todas las fundaciones de religión. Probablemente llevaría a que se nos prohibiera el quehacer psicoanalítico. Es que aquellos métodos de sofocación violenta no son en modo alguno ajenos a la Iglesia; antes bien, ella siente como usurpación de sus prerrogativas que otros se sirvan de ellos. Y el psicoanálisis, que en el curso de mi larga vida se ha difundido por doquier, aún no tiene un hogar más preciado que la ciudad donde ha nacido y crecido.

En su Advertencia preliminar II, escrita en Londres también en 1938, Freud explica al lector que ambos prólogos se neutralizan entre sí, producto de su particular situación:

Las particularísimas dificultades que me asediaron durante la redacción de este estudio referido a la persona de Moisés —reparos íntimos y disuasiones exteriores— hicieron que este tercer ensayo, el de conclusión, lleve dos diversos prólogos que se contradicen y aun se anulan entre sí. En efecto, en el breve lapso que media entre ambos han variado radicalmente las circunstancias externas del autor. En aquel tiempo vivía bajo la protección de la Iglesia Católica y con la angustia de perderla con mi publicación y provocar, para los seguidores y discípulos del psicoanálisis una prohibición de trabajar en Austria. De pronto sobrevino la invasión alemana; el catolicismo reveló ser, para decirlo con palabras bíblicas, una «caña flexible». En la certidumbre de que ahora no me perseguirían sólo por mi modo de pensar, sino también por mi «raza», abandoné con muchos amigos la ciudad que había sido mi patria desde mi temprana infancia y durante 78 años.

A estas inquietudes de orden práctico se les suman, también, los siguientes reparos, expresados al inicio de su obra:

Quitarle a un pueblo el hombre a quien honra como al más grande de sus hijos no es algo que se emprenda con gusto o a la ligera, y menos todavía si uno mismo pertenece a ese pueblo. Ningún escrúpulo, sin embargo, podrá inducirnos a eludir la verdad en favor de pretendidos intereses nacionales y, por otra parte, cabe esperar que el examen de los hechos desnudos de un problema redundará en benefición de su resolución.

## Tesis de Freud

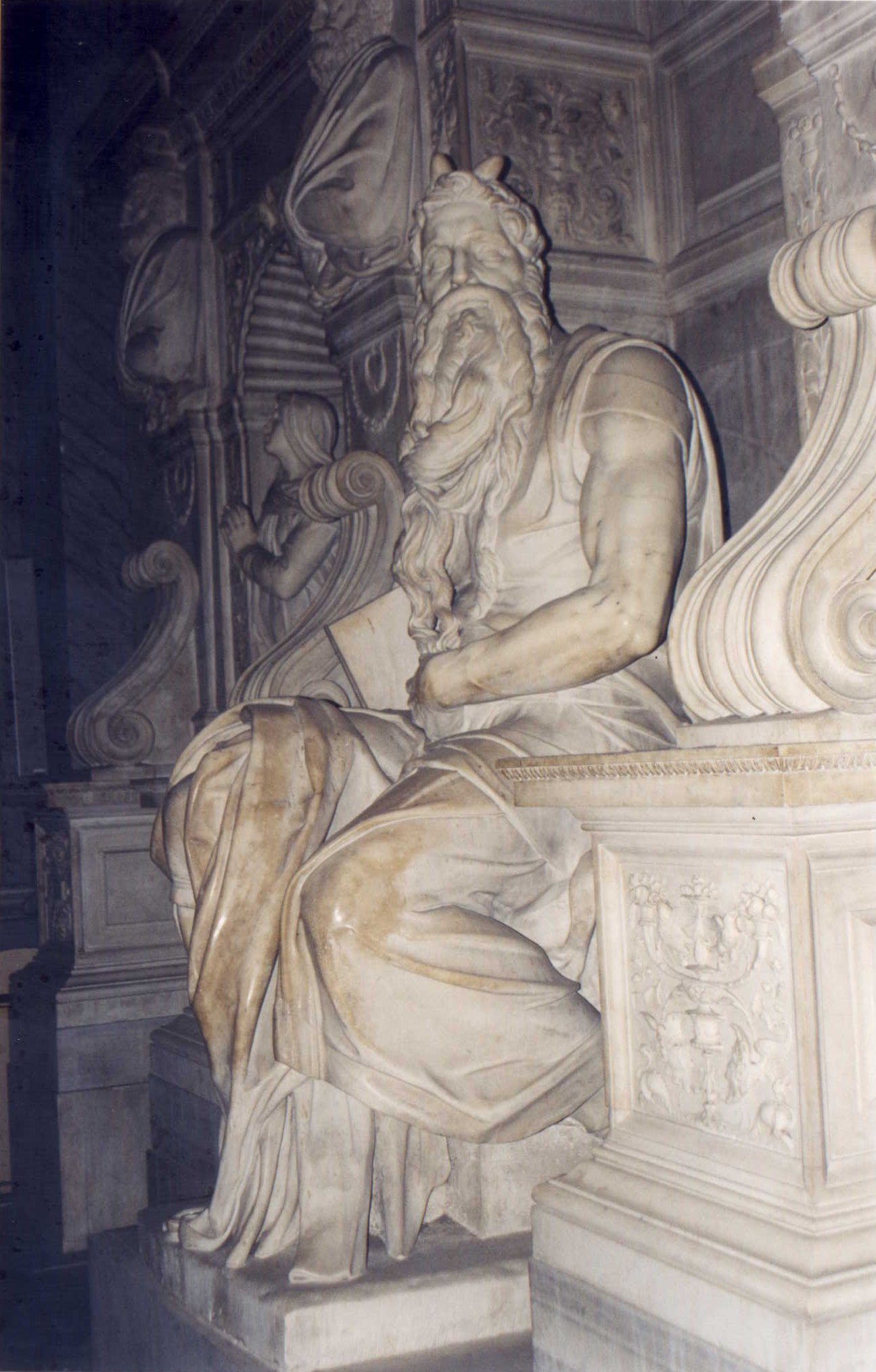
El Moisés de Miguel Ángel en su ubicación actual en la basílica San Pietro in Vincoli.

Freud realiza en su ensayo un paralelismo entre la evolución del pueblo judío y los casos de neurosis individual, un procedimiento que también realiza en Tótem y tabú.
El padre del psicoanálisis sostiene que Moisés no es judío, sino un egipcio que transmite al pueblo judío el monoteísmo del faraón Akenatón. Los judíos, siempre según la tesis de Freud, asesinan a Moisés, abandonando la religión que éste les había transmitido, olvidando este hecho, colectivamente, al cabo de un tiempo. Cuando, posteriormente, este recuerdo reprimido sale a la superficie, se originan el pueblo judío y su religión.

## Recepción

### Opiniones críticas
Erich Fromm señala en La misión de Sigmund Freud que Moisés es uno de varios líderes con los cuales Freud, por diversos motivos, se siente identificado. Como éste, Freud se sentiría como el líder que lleva a su pueblo a una tierra de promisión sin tener la oportunidad de entrar en ella. Una idea similar dice Freud cuando señala a Jung como su Josué, «destinado a explorar la tierra prometida de la psiquiatría».
Salo Wittmayer Baron opina que Moisés y la religión monoteísta es «un magnífico castillo suspendido en el aire», pero aclarando que «cuando un pensador de la talla de Freud toma posición sobre un tema de interés vital  para él, todo el mundo debe escucharlo».

### Traducciones
El mismo año en que Moisés y la religión monoteísta fue publicado en Ámsterdam, aparecieron las traducciones al castellano (Jiménez de Asúa, Felipe. Buenos Aires: Losada) y al inglés (Jones, Katherine. Moses and Monotheism). Una nueva traducción inglesa apareció en 1964 (Strachey, James. Moses and Monotheism. Three Essays). Al francés se tradujo en 1948 (Bermann, Anne. Moïse et le Monothéisme) y en 1986 (Cornélius Heim. L'Homme Moïse et la religion monotheiste. Troise Essais).